# Ishie Hachi
Ishie Hachi (japanisch 石江 八 Hachi Ishie, 21. Juni) ist eine japanische Mangaka, die auch unter den Namen Zakk veröffentlicht.

## Werdegang und Werk
Hachi Ishie begann mit der Veröffentlichung von Dōjinshi online und nutzte dabei das Pseudonym zakk beziehungsweise später ZAKK. Sie war bereits seit einiger Zeit Leserin von Boys-Love-Manga, als sie vom Redakteur des Magazins Opera angesprochen wurde, sich selbst an dem Genre zu versuchen. Auf diese Initiative hin schuf sie die Serie Canis, die seit 2012 erscheint. Die Protagonisten sind einer zuvor von Zakk geschaffenen Geschichte entlehnt, die von einem Hutmacher und einem Werwolf erzählt. Die Serie wurde unter anderem auch ins Deutsche übersetzt, verlegt von Carlsen Manga. Während Canis noch immer läuft, schuf Ishie auch einige Kurzgeschichten sowie die kurze Serie Rojiura Brothers. Die Action- und Fantasy-Komödie erzählt von einem Oberschüler, der ein Gangsterleben führen möchte und dann durch einen Zauber in eine Katze verwandelt wird und in eine Katzen-Bande gerät. 2021 kam Cruella: Der Manga – Black, White & Red heraus, der in Anlehnung an den Kinofilm Cruella von der jungen Cruella de Vil erzählt und 2022 auf Deutsch erschien.

## Bibliografie (Auswahl)
- Canis (seit 2012, 7 Bände)
- Rojiura Brothers (路地裏ブラザーズ, 2014–2020, 3 Bände)
- Cruella: Der Manga – Black, White & Red (2021, 1 Band)